# Неокази (дем Лерин)
 Тази статия е за селото в Гърция.  За селото в Северна Македония, вижте Неокази (община Пробищип).  
Неокази (на гръцки: Νεοχωράκι, Неохораки, катаревуса: Νεοχωράκιον, Неохоракион, до 1928 година Νεοκάζη, Νεοκάζι, Неокази, катаревуса: Νεοκάζιον, Неоказион) е село в Република Гърция, в дем Лерин (Флорина), област Западна Македония.

## География
Селото е разположено на 12 километра североизточно от демовия център Лерин (Флорина) в Леринското поле. Официалното седалище на дем Вощарани, който съществува до 2011 година и чийто център дотогава е Неокази, е в основаната от жители на Неокази махала Агиос Атанасиос, която се води отделно селище.

## История

### В Османската империя
В 1861 година Йохан фон Хан на етническата си карта на долината на Вардар отбелязва Леокафзи (Leokafsi) като българско село. В „Етнография на вилаетите Адрианопол, Монастир и Салоника“, издадена в Константинопол в 1878 година и отразяваща статистиката на населението от 1873 година Неоказа (Néokaza) е посочено като село с 250 домакинства с 630 жители българи.
Църквата в Неокази е осветена през есента на 1890 година от владиката Синесий Преспански и Охридски. По повод това освещаване и освещаването на църквата в Горно Върбени цариградските и атински вестници вдигат страшен шум и наричат Синесий „бунтовник“.
В началото на XX век Неокази е село в Леринска каза в Османска империя. Според статистиката на Васил Кънчов („Македония. Етнография и статистика“) в 1900 година селото има 650 жители българи и 180 жители турци.
На Етнографската карта на Битолския вилает на Картографския институт в София от 1901 година Неокази е смесено село българи, власи, албанци и турци в Леринската каза на Битолския санджак със 115 къщи.
През учебната 1901/1902 година учител в селото е Александър Джиков.
По време на Илинденското въстание селото е опожарено, а 70 души са избити. Това става след нападение на войски, водени от Хайдар бей и подпомогнати от местни турци, които залавят мъжете от селото и на две групи ги избива край него.
Рано въ четвъртъка на 31 юли селото ни бѣ заобиколено отъ войскитѣ, що пазятъ желѣзницата. Кога се хубаво разсвѣтли, тия войски влѣзнаха въ селото и заедно съ селскитѣ турци заловиха всички мѫже, вързаха ги и ги откараха в турската махала, подъ крушата, дѣто бѣше юзбашията и селскитѣ агалари... Настана общъ грабежъ и пожарь. Ужасна картина: плачове, писъци, ридания, пушечни гърмежи!... Отъ общата верига отдѣлиха 26 души... Повикаха Стойче Поповъ отъ 26-тѣ. Поиска му се пушката. Той нѣмаше пушка, както и всички други селяни. Юзбашията заповѣда да го сложатъ съ лицето върху пѣсъчливата почва. Солдатитѣ стѫпиха върху главата, рѫцетѣ и краката му, а юзбашията съ яка и дебела сопа го би, докато Стойче изгуби съзнание отъ изтеклата кръвь... Същото се повтори и съ петима други от сѫщата група... Отново всички наедно вързаха и ги прѣдадоха на едно отдѣление войска, ужъ, да ги откара въ Леринъ на военния комендантъ. Въ това врѣме пламъцитѣ отъ подпалената ни черква, като че ли стигаха небето. Скоро войницитѣ се завърнаха и явиха на юзбашията, какво тѣ избили всички 26 души, защото се противили да вървятъ. Общъ ужасъ обзе всички ни. Изведоха 4-ма отъ нашата група. Юзбашията имъ поиска орѫжието. Нещастницитѣ нищо не продумаха. Устнитѣ имъ се бѣха схванали. Прѣдадоха ги на 8 души солдати. Слѣдъ една или двѣ минути чу се пушеченъ залпъ. Солдатитѣ се завърнаха, и ние разбрахме злата участь на другаритѣ ни. По сѫщия начинъ се постѫпи съ други четирима. Това се потрети и почетвърти... И така, тоя ден... загинаха 60 души наши селяни безъ да сѫ виновати в нѣщо... Останаха нѣколко кѫщи здрави. Едни се прибрахме в тѣхъ, а другитѣ се пръснаха по турскитѣ кѫщи и станаха имъ черни роби...
| 1.  | Стефо Тодорлиев             | 37. | Димитър Заек                   |
| 2.  | Стойчо Тодорлиев            | 38. | Алексо Додов                   |
| 3.  | Наум Тодорлиев              | 39. | Ичо Додов                      |
| 4.  | Кръстю Тодорлиев            | 40. | Христо Попов                   |
| 5.  | Илия Кулев                  | 41. | Стойчо Попов                   |
| 6.  | Димитър Кудев               | 42. | Гиче Йовчев                    |
| 7.  | Георги Димов                | 43. | Ване Биров                     |
| 8.  | Таню Пецуков                | 44. | Доне Биров                     |
| 9.  | Гиче Петричин               | 45. | Дзоле Асов                     |
| 10. | Коста Анецки                | 46. | Найдо Петрески                 |
| 11. | Гиче Анецки                 | 47. | Ильо Василев                   |
| 12. | Кръсте Баничанец            | 48. | Ильо Аджиев                    |
| 13. | Иван Йовчев                 | 49. | Георги Емляков                 |
| 14. | Гешо Христов                | 50. | Ване Бегинчев                  |
| 15. | Тане Петрески               | 51. | Мияле Нойков                   |
| 16. | Христо Петрески             | 52. | Христо Танев                   |
| 17. | Васил Баничанец             | 53. | Димитър Цаляпанка              |
| 18. | Никола Баничанец            | 54. | Петър Личев                    |
| 19. | Ване Кирков                 | 55. | Кръсте Петърчанец              |
| 20. | Ильо Кирков                 | 56. | Коста Петърчанец               |
| 21. | Ване Самарджи               | 57. | Стойко Кантаров                |
| 22. | Лука Цаляпанка              | 58. | Стефо Шанга                    |
| 23. | Христо Дафов                | 59. | Васил Ляшев                    |
| 24. | Георги Забърдски            | 60. | Коле Божинов                   |
| 25. | Тане Забърдски              | 61. | Стойче Пандилев                |
| 26. | Илия Бачанец                | 62. | Танас Анецки, убит като четник |
| 27. | Дине Пецуков                | 63. | Гаки Попов                     |
| 28. | Тане Биров                  | 64. | Пеце Гичев                     |
| 29. | Мице Костовски              | 65. | Ильо Гешев                     |
| 30. | Ичо Ляшев                   | 66. | Коста Чачар                    |
| 31. | Мице Кантарев               | 67. | Ильо Ване Аджиев               |
| 32. | Коле Ляшев                  | 68. | Димитър Бачанец                |
| 33. | Стойчо Баничот от Борешница | 69. | Тане Петърчанец                |
| 34. | Митре Пласти                | 70. | Дзоле Ляшев                    |
| 35. | Христо Лионде               | 71. | Трайко Кантарев                |
| 36. | Танас Тодорлиев             |     |                                |

Румънският консул в Битоля Александру Пъдеану пише, че на 1 август 1903 година турската армия обкръжава „българското село Неокази“ и под предлог, че търси бунтовници подлага на мъчения и грабежи жителите, дори и убива и пали къщите.
През ноември 1903 година селото е посетено от българския владика Григорий Пелагонийски, който раздава помощи за пострадалото българско население. Наум Темчев, който придружава Григорий, пише: „С. Неокази лежи на 1 часъ разстояние на с. от Росенъ. То брои 72 български сѣмейства и около 50 турски.... На изгоренитѣ кѫщи стърчеха само стѣнитѣ. Най-голѣмо изгорено здание бѣше селската черква.“
По данни на секретаря на екзархията Димитър Мишев („La Macédoine et sa Population Chrétienne“) в 1905 година в Неокази (Neokazi) има 608 българи екзархисти и функционира българско училище. В 1906 година Хенри Брайлсфорд отбелязва Неокази като „бедно българско селце“.
По време на Балканската война 2 души от Неокази се включват като доброволци в Македоно-одринското опълчение.

### В Гърция
През войната селото е окупирано от гръцки части и остава в Гърция след Междусъюзническата война. За кратко селото е освободено от българската армия по време на Първата световна война, за да бъде отново върнато в Гърция по Ньойския договор. Боривое Милоевич пише в 1921 година („Южна Македония“), че Неоказ има 60 къщи славяни християни и 4 къщи турци. След разгрома на Гърция в Гръцко-турската война в 1924 година турското население на Неокази се изселва и на негово място са заселени гръцки бежанци от Турция. В 1928 година селото е смесено местно-бежанско и има 31 бежански семейства със 117 души бежанци. В 1928 година селото е прекръстено на Неохораки.
След разгрома на Гърция от Нацистка Германия през април 1941 година в селото е установена българска общинска власт. В общинския съвет влизат Лазар Дералов, Методи Аджемов, Стоян Лондев, Христо Додов, Коста Нойков, Методи Танев, Трайко Нойков, Христо Тошоминов, Ване Георджинов, Ване Биров.
В селото има две църкви – „Свети Атанасий“, построена в 1884 година и гробищната църква „Свети Йоан Предтеча“.
| Име            | Име            | Ново име     | Ново име     | Описание                                       |
| -------------- | -------------- | ------------ | ------------ | ---------------------------------------------- |
| Кладенец       | Κλάδενιτς      | Пигиес       | Πηγές        | връх на Ю от Неокази (662 m)                   |
| Петреско търло | Πετρέσκο Τσάλο | Ту Петру     | Τού Πέτρου   | възвишение СИ над Неокази                      |
| Вълци          | Βότσι          | Ликофолия    | Λυκοφωλιά    | възвишение на С над Неокази                    |
| Рука           | Ρούκα          | Хера         | Χέρα         | връх на С над Неокази (685 m)                  |
| Кара Топрак    | Καρά Τοπράκ    | Мавродактило | Μαυροδάκτυλο | местност на ССИ от Неокази и на СЗ от Вощарани |

Преброявания
- 1940 - 828 души
- 1951 - 654 души
- 1961 - 787 души
- 1971 - 632 души
- 1981 - 624 души
- 1991 - 592 души
- 2001 - 542 души
- 2011 - 485 души

## Личности
Родени в Неокази
- Адем Ибрахим, арестуван преди април 1904 година, обвинен, че „по време на бунта, случил се през темуз миналата година (14 юли - 13 август 1903) е дръзнал да открадне предмети от християнското население“, затворен с решение на Леринския следствен отдел, лежал в Леринския затвор, амнистиран с общата амнистия от 12 април 1904 година[28]
- Али Коч Махмудин, арестуван преди април 1904 година, обвинен, че „по време на бунта, случил се през темуз миналата година (14 юли - 13 август 1903) е дръзнал да открадне предмети от християнското население“,[29] затворен с решение на Леринския следствен отдел, лежал в Леринския затвор, амнистиран с общата амнистия от 12 април 1904 година[28]
- Ване Попов (? – 1902) четник в четата на Дине Клюсов
- Василис Киркос (1942 – 2022), гръцки художник[30]
- Георги Динев (1880 – ?), македоно-одрински опълченец, 1 рота на 11 сярска дружина[31]
- Георги Кирков Дафовски, български революционер
- Димитър Биволчев, свещеник, български активист в годините на Втората световна война, определен от гръцките власти в 1942 година като „български пропагандатор“ и „фанатик“[32]
- Димитър Христов Додов, български революционер
- Зилханун Демо, арестуван преди април 1904 година, обвинен, че „по време на бунта, случил се през темуз миналата година (14 юли - 13 август 1903) е дръзнал да открадне предмети от християнското население“, затворен с решение на Леринския следствен отдел, лежал в Леринския затвор, амнистиран с общата амнистия от 12 април 1904 година[28]
- Ибиш Салих, арестуван преди април 1904 година, обвинен, че „по време на бунта е дръзнал да открадне предмети от християнското население от село Неокази и да участва в убийството на Стево и Стевица“, затворен с решение на Леринския следствен отдел, лежал в Леринския затвор, амнистиран с общата амнистия от 12 април 1904 година[33]
- Кръсте Льондев (? – 1928) войвода на ВМОРО
- Мухюдин Салих, арестуван преди април 1904 година, обвинен, че „по време на бунта, случил се през темуз миналата година (14 юли - 13 август 1903) е дръзнал да открадне предмети от християнското население“, затворен с решение на Леринския следствен отдел, лежал в Леринския затвор, амнистиран с общата амнистия от 12 април 1904 година[28]
- Никола Йованов Бошков, български революционер
- Нуман Емин, арестуван преди април 1904 година, обвинен, че „по време на бунта е дръзнал да открадне предмети от християнското население от село Неокази и да участва в убийството на Стево и Стевица“, затворен с решение на Леринския следствен отдел, лежал в Леринския затвор, амнистиран с общата амнистия от 12 април 1904 година[33]
- Рейхан жена на Нуман, арестувана през 1903 година, обвинена, че „по време на бунта, случил се през темуз миналата година (14 юли - 13 август 1903) е дръзнала да открадне предмети от християнското население“,[28] затворена с решение на Леринския следствен отдел, лежала в Леринския затвор, амнистирана с общата амнистия от 12 април 1904 година[33]
- Стефо Попов, български революционер, четник при Дине Клюсов и Ламбо Василев
- Събе Лазаров (1888 – ?), македоно-одрински опълченец, Нестроева рота на 11 сярска дружина[34]
- Шериф Хасан, арестуван преди април 1904 година, обвинен, че „по време на бунта е дръзнал да открадне предмети от християнското население от село Неокази и да участва в убийството на Стево и Стевица“, затворен с решение на Леринския следствен отдел, лежал в Леринския затвор, амнистиран с общата амнистия от 12 април 1904 година[33]
- Шукри Мехмед, арестуван преди април 1904 година, обвинен, че „по време на бунта, случил се през темуз миналата година (14 юли - 13 август 1903) е дръзнал да открадне предмети от християнското население“, затворен с решение на Леринския следствен отдел, лежал в Леринския затвор, амнистиран с общата амнистия от 12 април 1904 година[28]

Български общински съвет в Неокази в 1941 година
- Лазар Дералов
- Методи Аджемов
- Стоян Лондев
- Христо Додов
- Коста Нойков
- Методи Танев
- Трайко Нойков
- Христо Тошоминов
- Ване Георджинов
- Ване Биров[22]

Починали в Неокази
- Георги Тодоров Найденов, български военен деец, поручик, загинал през Първата световна война[35]
- Никола Апостолов Петров, български военен деец, майор, загинал през Първата световна война[36]